# Mostra Viva del Mediterrani
La Mostra Viva del Mediterrani és una organització que fomenta fer de València lloc d'encontre i punt de referència de la cultura dels pobles del Mediterrani. Va ser crea el 2013 per part d'un grup de ciutadans i professionals de la cultura que es proposa recuperar l'esperit de tres festivals culturals creats als anys 1980.

## Història
El 1980, l'Ajuntament de València crea el festival Mostra de València Cinema del Mediterrani. El 1981 naix la Trobada de Música del Mediterrani organitzada pel grup Al Tall i també amb el suport de l'Ajuntament de València. El 1982 es convoca per primera vegada l'Encontre d'Escriptors del Mediterrani.
La Mostra de València Cinema del Mediterrani es va mantenir fins a la seua 32 edició. El 28 de setembre de 2011 l'Ajuntament presidit per Rita Barberà el tanca al·legant problemes econòmics.
Va ser llavors, quan el 2013 una iniciativa cultural privada forma l'associació Mostra Viva del Mediterrani per recuperar i unificar els tres festivals dels anys 80.
L'associació té com a president d'honor a Vicent Garcés; vicepresidentes, Giovanna Ribes i Maite Ibañez; secretari i coordinador general, Vicent Gregori; tresorer i productor executiu, Santo Juan.
En 2018 l'Ajuntament de València assumeix l'organització del festival Mostra de València Cinema del Mediterrani i Mostra Viva del Mediterrani continua treballant en els camps de la música, la literatura, el circ, la narració oral, les arts visuals, els debats, les accions educatives i per primera vegada, la dansa popular.

## Edicions
Mostra Viva del Mediterrani 2013 (31 d'octubre a 3 de novembre). L'associació ciutadana recentment creada organitza una primera Mostra Viva del Mediterrani marcada per la rebel·lia, la il·lusió per rescatar un espai ciutadà i per l'aportació generosa de creadors i voluntaris. Arranca amb el suport de la Universitat de València, Octubre CCC, SGAE, Fundació ACM i altres institucions culturals.
Mostra Viva del Mediterrani 2014 (4 al 8 de desembre). Segona edició, sota el signe de la resistència. A la col·laboració de les entitats anteriors s'afegeix l'ajuda d'associacions i fundacions internacionals, com la Fundation pour le Progrés de l'Homme.
Mostra Viva del Mediterrani 2015 (14 al 18 d'octubre). La Mostra Viva del canvi. Compta amb un pressupost escàs, però guanya el suport de les administracions públiques, materialitzat en la cessió d'espais com la Rambleta, el Palau de la Música, IVAM i MUVIM.
Mostra Viva del Mediterrani 2016 (7 al 16 d'octubre). Quarta edició de transició. L'Ajuntament de València i la Generalitat Valenciana participen com coorganitzadors del festival. Mostra de Cinema del Mediterrani, Trobada de Música del Mediterrani i Encontre d'Escriptors del Mediterrani van adquirint un perfil propi.
Mostra Viva del Mediterrani 2017 (5 al 15 d'octubre). La principal novetat, en cinema, és que es creen dues seccions competitives de llargmetratges i curtmetratges a la Mostra de Cinema del Mediterrani i el premi a la millor directora. La Mostra d'Arts al Carrer amb el circ, es trasllada al Jardí del Palau amb un gran èxit de públic.
Mostra Viva del Mediterrani 2018 (3 a 21 octubre). Primer any sense cinema. Es potencien les altres àrees: Trobada de Música del Mediterrani, Mostra d'Arts del Carrer, Mostra d'Arts Visuals i Debats, Mostra Educativa, Narració Oral. I es crea l'Aplec de Dansa del Mediterrani.

## Premis Pont del Mediterrani
El Trofeu Pont del Mediterrani és una escultura creada per Pablo Sedeño. Han rebut un Pont el Mediterrani:
- Joan Ribó. Alcalde de València
- Antonio Ariño, Vicerector de Cultura e Igualdad de la Universitat de València;
- Ossama Mohammed, realitzador de Siria;
- Lluis Miquel Campos, cantautor;
- Ovidi Montllor, cantautor (a títolo pòstum);
- Lucien Castela, professor de la Universitat d'Aix-en-Provence;
- Cecilia Bartolomé, realitzadora;
- Agnès Varda, realitzadora;
- Kristina Kumric, realitzadora;
- Malika Zaira, realitzadora.

En 2018 els premis han evolucionat. Per una banda, s'han atorgat premis per votació popular en quatre àmbits culturals (música, literatura, arts visuals i arts escèniques) i, per altra banda, l'associació ha premiat a persones que han fet possible les sis edicions del festival. Els premiats en 2018 són:
- Vicent Torrent. Pont el Mediterrani de Música.
- Pepe Viyuela. Pont del Mediterrani d'arts escèniques.
- Luís Mosquera. Pont del Mediterrani de Literatura i Pensament.
- Sergio Cabezas. Pont del Mediterrani d'Arts Visuals.
- Artur Heras. Pont del Mediterrani d'Honor.
- Josep Piera. Pont del Mediterrani d'Honor.
- Rafael Pla Gran Fele. Pont del Mediterrani d'Honor.
- Octubre Centre de Cultura Contemporània. Pont del Mediterrani d'Honor.
- Carmen Amoraga. Pont del Mediterrani d'Honor.